# Lửng chó
Lửng chó (danh pháp hai phần: Nyctereutes procyonoides) là một loài động vật thuộc họ Chó. Lửng chó là loài bản địa Đông Á. Loài lửng chó có nguồn gốc từ Đông Á. Tuy nhiên, kể từ thập niên bốn mươi thế kỷ 20, bởi vì có bộ lông tuyệt đẹp, loài này đã được du nhập đến vùng Kavkaz, Ukraina và Belarus, vì vậy ngày nay là một phần của hệ động vật thường trực của các vùng phía tây của Liên Xô cũ, từ đây đã lan rộng đến Scandinavia, Romania, Ba Lan, Cộng hòa Séc, Đức, Thụy Sĩ và Pháp. Mặc dù rất giống gấu mèo (Procyon lotor), chúng không có quan hệ họ hàng gần.

## Hình ảnh

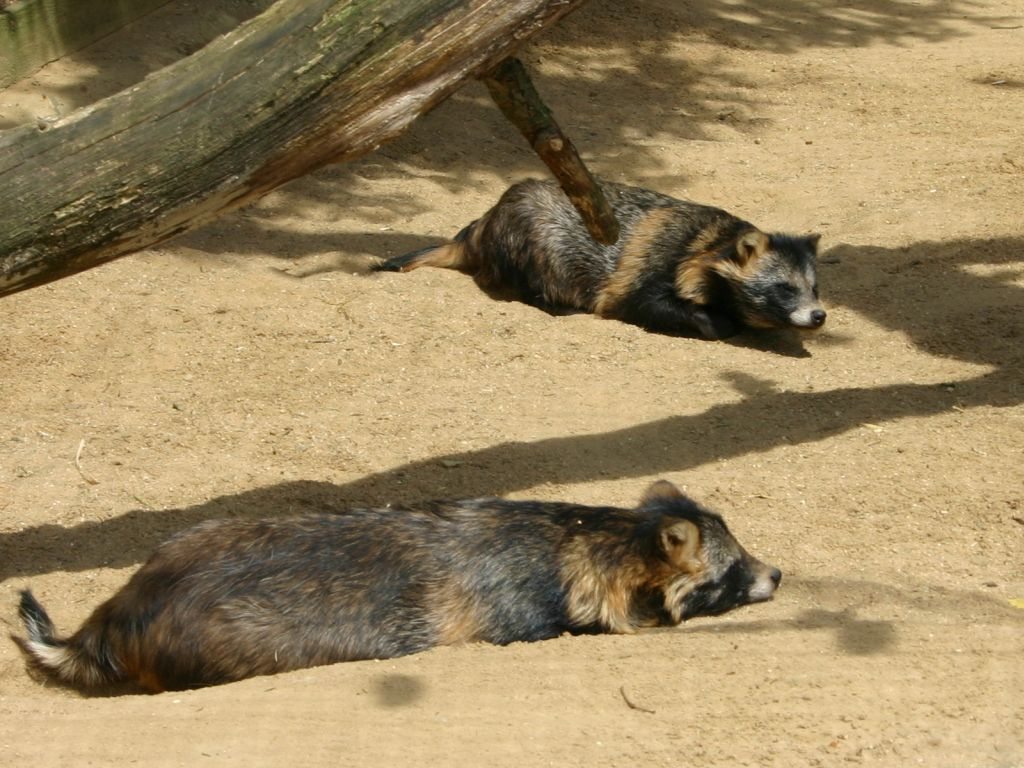
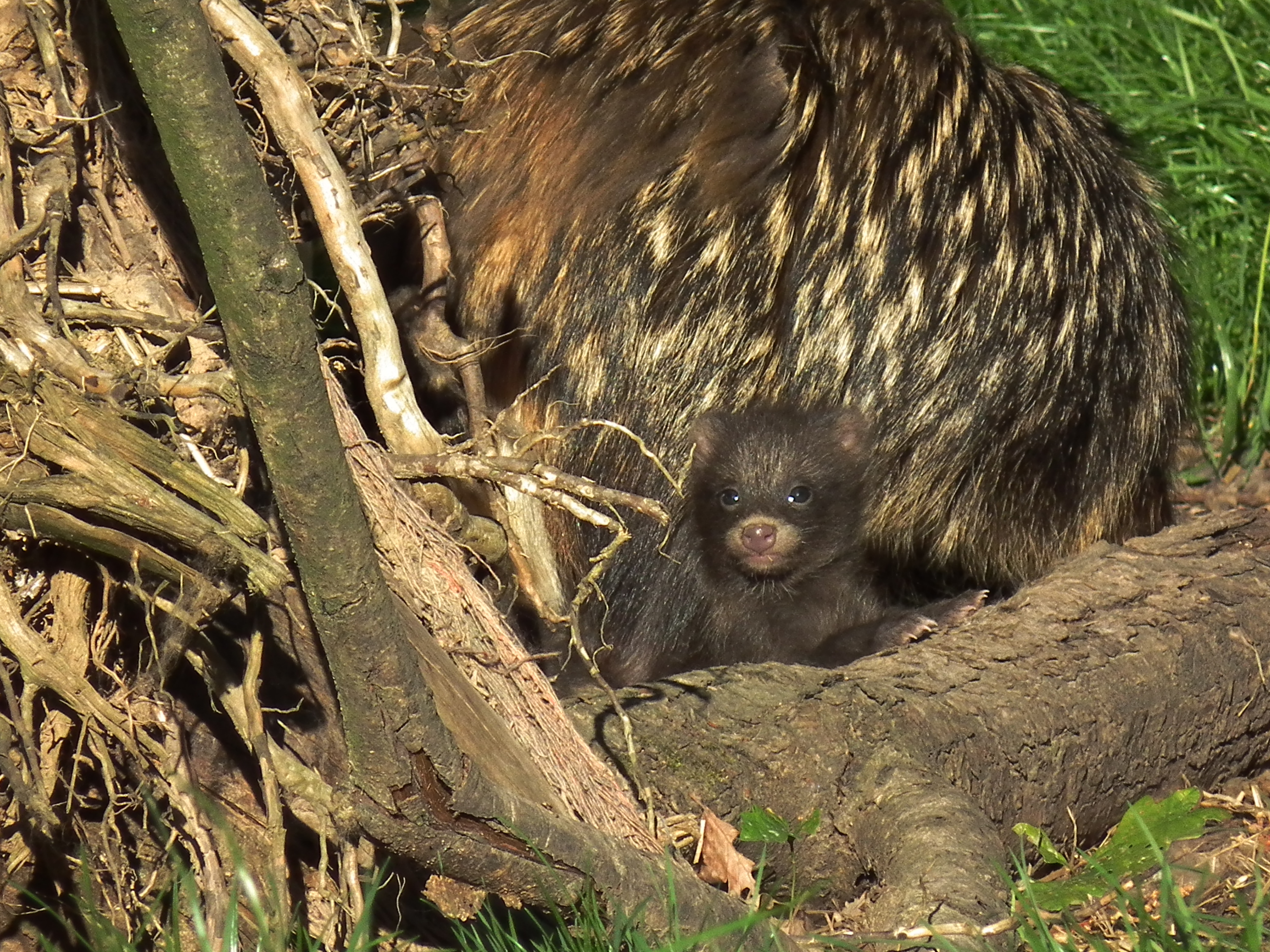
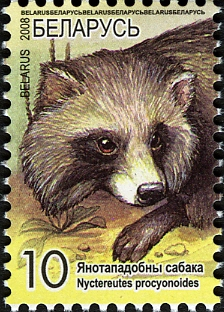